# Hemigalinae
Hemigalinae là một phân họ thuộc họ Viverridae được đặt tên và mô tả lần đầu bởi John Edward Gray vào năm 1864. Phân họ này bao gồm 4 chi đơn diện là:
- Hemigalus
- Chrotogale
- Cynogale
- Diplogale